# Elite One 1983
Nel 1983 il campionato era formato da sedici squadre e il Tonnerre Yaoundé vinse il titolo.

## Classifica finale
| Pos. | Squadra               | G  | V  | N  | P  | GF | GS | Punti |
| ---- | --------------------- | -- | -- | -- | -- | -- | -- | ----- |
| 1    | Tonnerre Yaoundé      | 30 | 19 | 11 | 0  | 61 | 13 | 49    |
| 2    | Etoile Filante Garoua | 30 | 13 | 11 | 6  | 47 | 31 | 37    |
| 3    | Dynamo Douala         | 30 | 7  | 18 | 5  | 32 | 23 | 32    |
| 4    | Unisport Bafang       | 30 | 9  | 13 | 8  | 19 | 18 | 31    |
| 5    | Entente Ngaoundere    | 30 | 8  | 15 | 7  | 35 | 31 | 31    |
| 6    | Canon Yaoundé         | 30 | 10 | 10 | 10 | 39 | 36 | 30    |
| 7    | PWD Bamenda           | 30 | 10 | 10 | 10 | 29 | 32 | 30    |
| 8    | Union Douala          | 30 | 8  | 14 | 8  | 35 | 39 | 30    |
| 9    | FS Akonolinga         | 30 | 10 | 10 | 10 | 32 | 38 | 30    |
| 10   | Dragon Douala         | 30 | 9  | 11 | 10 | 30 | 35 | 29    |
| 11   | Dihep Di Nkam         | 30 | 7  | 14 | 9  | 26 | 47 | 28    |
| 12   | Federal Foumban       | 30 | 8  | 11 | 11 | 28 | 37 | 27    |
| 13   | Kohi Sport Maroua     | 30 | 8  | 11 | 11 | 28 | 44 | 27    |
| 14   | Lions Yaounde         | 30 | 8  | 10 | 12 | 29 | 43 | 26    |
| 15   | Leopard Douala        | 30 | 9  | 6  | 15 | 35 | 44 | 24    |
| 16   | Bamb Mbida            | 30 | 5  | 10 | 15 | 19 | 39 | 20    |